# تیم ملی فوتسال کره جنوبی
تیم ملی فوتسال کره‌جنوبی   نماینده کره‌جنوبی در مسابقات بین‌المللی فوتسال و یکی از تیم‌های فوتسال آسیایی است. 
تیم فوتسال کره‌جنوبی نایب قهرمان مسابقات قهرمانی فوتسال آسیا در سال ١٩٩٩ و مقام سومی این رقابت‌ها در سال ٢٠٠١ را کسب کرده است.